# Izraelskie Stowarzyszenie Wytwórców

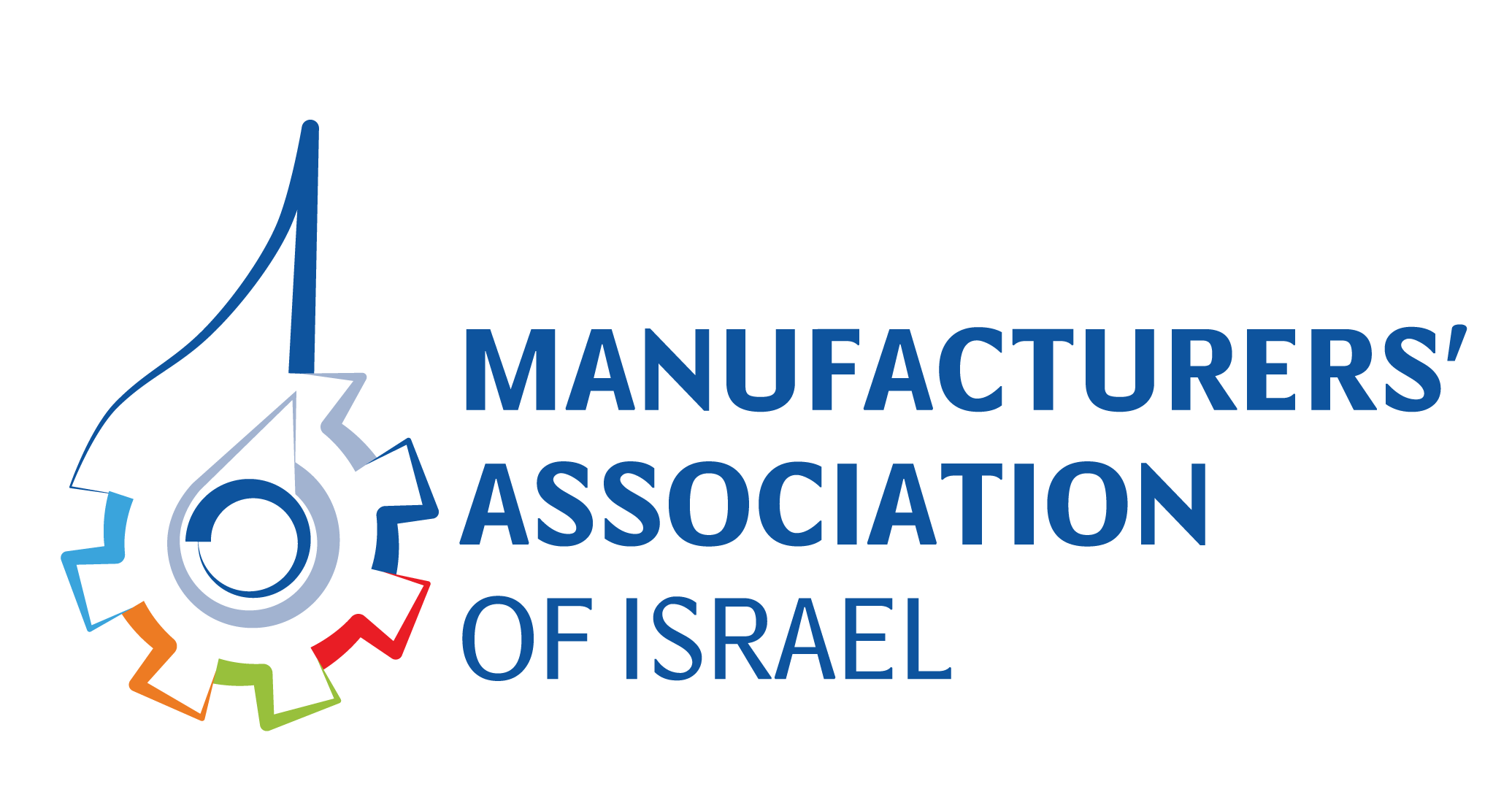
Izraelskie Stowarzyszenie Wytwórców

Izraelskie Stowarzyszenie Wytwórców – ISW (heb.  התאחדות התעשיינים בישראל ; ang. The Manufactureres Assosiation of Israel - MAI) to organizacja reprezentująca  interesy wytwórców w Izraelu, obejmująca zarówno sektor prywatny jak i kibucowy  oraz  państwowy. MAI została założona w 1921 za czasów Mandatu Brytyjskiego w Palestynie przez grupę żydowskich przedsiębiorców. MAI skupia w związkach branżowych ponad 2000 firm, które reprezentują ponad 95 procent produkcji przemysłowej Izraela.
ISW zajmuje bardzo ważne miejsce w historii ekonomicznej Izraela, kształtując przemysł oraz rynek pracy. ISW nie tylko reprezentuje interesy wytwórców, ale również wspiera ich w stale zmieniającej się sytuacji na rynkach międzynarodowych. Zapewnia ekspertyzy w dziedzinie prawa pracy, prawa podatkowego, handlu międzynarodowego, podążając za krajowymi i międzynarodowymi trendami ekonomicznymi.
ISW odgrywa ważną rolę w kształtowaniu państwowej polityki makroekonomicznej, wpływa na relacje między pracodawcami i pracownikami, handel zagraniczny (negocjuje warunki porozumień i umów dotyczących stref wolnego handlu), opiniuje projekty ustaw i rozporządzeń z różnych sfer prawa gospodarczego, podatkowego, finansowego, stosunków pracy, ubezpieczeń, prawa branżowego, zabiegając o uwzględnienie postulatów przedsiębiorców na wszystkich etapach procesu legislacyjnego.
W 2008 r. ISW zostało odznaczone Nagrodą Izraela za całokształt działań oraz szczególny wkład w budowanie dobrobytu społeczeństwa i państwa.
ISW należy do wielu międzynarodowych organizacji między innymi do IOE, BIAC, WTC. Czynnie współpracuje z Ministerstwem Gospodarki i Ministerstwem Skarbu, Izraelską Izbą Handlową oraz z wieloma innymi instytucjami. ISW dzieli się na pięć departamentów : Departament Ekonomiczny, Departament Komunikacji i Promocji, Departament Zagraniczny,  Departament Finansowy oraz Departament Stosunków Pracy. Dodatkowo, ISW obejmuje osiem związków branżowych.